# Serratula longidentata
Serratula longidentata är en ringmaskart som beskrevs av Szaniawski och Wrona 1973. Serratula longidentata ingår i släktet Serratula, klassen havsborstmaskar, fylumet ringmaskar och riket djur. Inga underarter finns listade i Catalogue of Life.